# Mladen Krstajić
Mladen Krstajić, em sérvio cirílico Младен Крстајић (Zenica, 4 de Março de 1974), é um ex-futebolista e treinador de futebol sérvio nascido na Bósnia e Herzegovina. 
Possui também origens montenegrinas, por parte de pai. Daí possui quatro passaportes: o da antiga Iugoslávia; o da atual Bósnia e Herzegovina, onde nasceu; o da Alemanha, onde residiu por muito tempo; e o de Montenegro, por suas origens paternas.

## Carreira
Krstajić fez parte da Seleção Servo-Montenegrina que participou da Copa do Mundo de 2006, que foi eliminada na 1ª fase.